# Stadtwerke Wesseling
Die Stadtwerke Wesseling GmbH sind ein regionales Versorgungsunternehmen der Stadt Wesseling. Das Unternehmen ist für die Trinkwasserversorgung und die Bewirtschaftung der Parkflächen zuständig. Die Stadtwerke Wesseling betreiben außerdem den Stadtbusverkehr in Wesseling und gemeinsam mit den Stadtwerken Niederkassel die Rheinfähre Marienfels.

## Daten

### Parkhaus
- Gesamtzahl der Parkplätze: 214 Parkplätze

### Trinkwasserversorgung
- Trinkwasserhärte: 13,8 °dH

(Quelle:)

## Nahverkehr
Die Stadtwerke Wesseling sind Gesellschafter der Regionalverkehr Köln GmbH (RVK). Sie betreiben folgende Buslinien, wobei die Fahrleistungen ausschließlich von Subunternehmen erbracht werden.
| Linie | Linienweg | Bedienungsform |
| ----- | --- | -------------- |
| 721   | Urfeld, Kirche – Akademie Eichholz – Hunsrückstraße – Krankenhaus – Wesseling (Stadtbahn) (Stadtverkehr Wesseling)                                                                     | Sa/So: TaxiBus |
| 722   | Sechtem – Keldenich – Wesseling – Berzdorf, Erlenweg | TaxiBus        |
| 723   | Keldenich, Auf dem Eichholzer Acker – Anton-Engels-Str. – Dürerstr. – Mertener Str. – Schulstraße – Flach-Fengler-Str. – Gartenstraße – Wesseling (Stadtbahn) (Stadtverkehr Wesseling) |                |

Die Stadtwerke Wesseling sind Mitglied im Verkehrsverbund Rhein-Sieg, es gilt der VRS-Gemeinschaftstarif.
- Rheinfähre Marienfels: Wesseling – Lülsdorf